# Cal Galan
Cal Galan és una casa del municipi de l'Escala inclosa en l'Inventari del Patrimoni Arquitectònic de Catalunya.

## Descripció
Situada dins del nucli antic de la població de l'Escala, a l'extrem nord del sector i formant cantonada entre el carrer de la Torre i el corriol de l'Usach.
Edifici de planta rectangular, distribuït en planta baixa i tres pisos, amb la coberta de teula a dues vessants. La façana al carrer de la Torre presenta un gran finestral rectangular, emmarcat amb carreus de pedra i amb la llinda plana, a la planta baixa. Al pis, destaca un balcó central exempt i, a banda i banda, dues finestres amb l'ampit motllurat, també bastides amb pedra. Aquesta part de la façana està rematada amb una cornisa de pedra motllurada que separa les dues plantes inferiors de la resta del parament. La façana al corriol de l'Usach presenta una única porta d'accés a la planta baixa, d'obertura rectangular i bastida amb carreus de pedra ben desbastats. De l'interior de l'edifici destaquen, a la planta baixa, dues estances separades per dues grans arcades de mig punt bastides amb maons, sostingudes per un pilar central quadrat de pedra. Una de les sales presenta la coberta embigada mentre que l'altra presenta un sostre de biguetes i revoltons restituït.
Exteriorment, ambdues façanes presenten el mateix tipus de parament. Els dos pisos inferiors estan bastits amb carreus de pedra ben desbastats lligats amb morter, mentre que la resta de plantes, més modernes, presenten un revestiment arrebossat i pintat.

## Història
Antic habitatge, des de l'any 1966 funciona com a restaurant mantenint el mateix nom.